# Pero ambusta
Pero ambusta là một loài bướm đêm trong họ Geometridae.